# Galka Scheyer

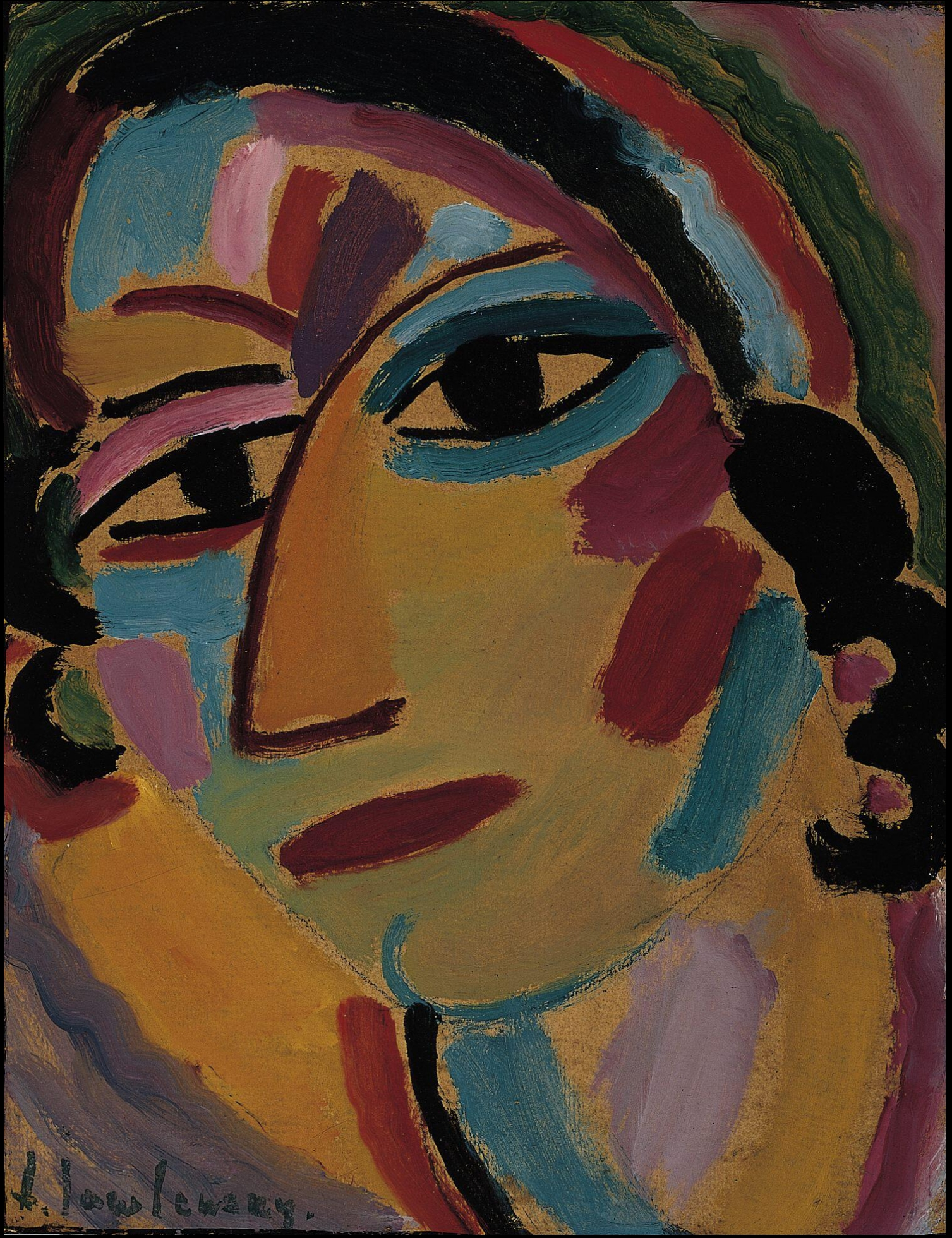
Alexej Jawlensky: Mystischer Kopf: Galka (1917)

Galka Scheyer, ursprünglich: Emilie Esther Scheyer (* 15. April 1889 in Braunschweig; † 13. Dezember 1945 in Hollywood) war eine deutsch-amerikanische Malerin, Kunsterzieherin, Kunsthändlerin und Kunstsammlerin. Sie war die Begründerin der Ausstellungs- und Verkaufsgemeinschaft Die Blaue Vier. Ihren Kosenamen „Galka“, russisch Dohle, verdankte sie Alexej Jawlensky, der sie wegen ihrer schwarzen Haare so nannte. Als Scheyer 1931 die amerikanische Staatsbürgerschaft erhielt, nahm sie Galka als rechtsgültigen Vornamen an.

## Leben

### Jugend und Ausbildung zur Malerin

Braunschweig Okerstraße 10: Wohnhaus der Familie Scheyer, in dem unter anderem Galka Scheyer lebte.

Scheyer war die Tochter des großbürgerlichen jüdischen Braunschweiger Unternehmers Leopold Scheyer (1852–1909) und dessen Ehefrau Henriette, geb. Katzenberger (1861–1942). Ihr Vater war der Inhaber der Konservenfabrik Maseberg, die vor dem Ersten Weltkrieg als größtes Unternehmen dieser Art in Braunschweig galt und in der ihre Mutter als Prokuristin tätig war. Im Jahre 1905 verließ Scheyer Braunschweig, um in England, Frankreich, Belgien und in der Schweiz Malerei und Bildhauerei und Musik zu studieren. Nach dem Tod ihres Vaters im Jahre 1909 führten ihre beiden Brüder Erich (1887–1982) und Paul (1886–1956) das Geschäft weiter und unterstützten finanziell die Unternehmungen der Schwester bis 1936. Keiner in der Familie hatte vor Emilie Esther Scheyer je irgendwelche „Kunstinteressen“. Sie jedoch erhielt Musik- und Malunterricht. Seit ihrer Schulzeit war sie mit Lette Valeska befreundet. Damals malte sie schon in freier Natur und begab sich zu diesem Zweck des Öfteren mit Freunden ins Harzgebirge.
1909/10 „ging sie nach England in Stellung, studierte aber nebenbei und machte Sprachexamina“ an der Universität in Oxford. „1910 reiste sie […] durch Italien, besuchte Museen und zeichnete.“ Noch im gleichen Jahr „ging sie nach Paris in Stellung und studierte nebenbei.“ An der Alliance française schloss sie ihr Sprachstudium mit einem Examen ab. Ihre Ölbilder malte sie in jener Zeit auf Leinwand und signierte sie mit dem Pseudonym „Renée“. Stilistisch orientierte sie sich sowohl an den Neoimpressionisten wie auch an den Malern der Schule von Pont-Aven.
1912 war sie wieder in Deutschland und schloss sich dem Kreis um den Maler Gustav Lehmann (1883–1914) an, der in Braunschweig und München wirkte. 1914 folgte sie ihm nach München, wo er in der Nachfolge von Charles Palmié die neoimpressionistische Malweise praktizierte. In München besuchte Scheyer auch die Universität und hörte Vorlesungen „u. a. bei dem Kunsthistoriker Heinrich Wölfflin“. Offensichtlich hat Scheyer während ihrer Münchener Zeit nicht von den Aktivitäten der Neuen Künstlervereinigung München (N.K.V.M.) oder der Redaktion des Blauen Reiter gehört.
Nach Ausbruch des Ersten Weltkriegs verbrachte Scheyer den Winter bei ihrer Freundin Lette Valeska in Brüssel, wo sie in einem Maleratelier arbeitete und weiterhin im neoimpressionistischen Stil arbeitete, sich aber auch in Bildhauerei ausbilden ließ. 1916 verließ Scheyer Brüssel, um sich in der Schweiz malerisch weiterzubilden.

### Die Begegnung mit Jawlensky
In seinen Lebenserinnerungen berichtet Jawlensky über die erste Begegnung mit der fünfundzwanzig Jahre jüngeren Malerin: „1916 lernte ich in Lausanne bei einem Besuch Fräulein Emmy Scheyer kennen. Sie kam aus Brüssel und war Malerin (impressionistisch). Sie kam ein paar Tage darauf zu uns nach St. Prex und sah dort mein Bild ‚Der Buckel‘ und meine Variationen und war so begeistert, daß sie selbst nicht mehr malen wollte, sondern sich nur noch meiner Kunst widmen. Sie sagte: Wozu will ich noch malen, da ich doch weiß, daß ich nicht so gute Kunst machen kann wie Sie. Es ist besser, ich widme mich Ihrer Kunst und werde sie anderen Menschen erklären.“
Die Begegnung mit Jawlensky sollte Scheyers Leben grundlegend verändern. Fortan nahm sie Jawlenskys Geschicke in die Hand. „Nach wenigen Wochen lebte sie schon mit im Haushalt und blieb dort mit Unterbrechungen bis 1918.“ Wenn es zu Beginn von Jawlenskys Künstlerlaufbahn eine reiche Frau, Marianne von Werefkin, war, die zeitweise ihre eigene Malerei zugunsten der von Jawlensky aufgab, um sich ausschließlich seiner Förderung widmen zu können, so wiederholte sich in Jawlenskys Leben mit Scheyer ähnliches noch einmal. Doch gab es in diesem Verhältnis einen feinen Unterschied. Wenn sich Werefkin in der Vergangenheit selbstlos, ohne Profit, für Jawlenskys Kunst eingesetzt hatte, so würde Jawlensky – vertraglich geregelt künftig 45 Prozent seiner Einnahmen aus Bilderverkäufen, die Scheyer tätigen würde, an sie abgeben müssen.
1917 zogen Jawlensky und Werefkin mit ihrem Dienstmädchen Helene und deren Sohn Andreas nach Zürich. Scheyer kam nach. Durch Jawlensky lernte sie dort unter anderen die Tänzer Alexander Sacharoff und Clotilde von Derp, den Bildhauer Wilhelm Lehmbruck und den Maler Arthur Segal kennen. Jawlensky stellte sie damals auf seinen sogenannten „Mystischen Köpfen“ häufig in stilisierter Form dar.
Als Werefkin und Jawlensky mit Anhang 1918 nach Ascona am Lago Maggiore zogen, hielt sich auch Scheyer häufig dort auf. Auf dem Monte Verità diktierte ihr Jawlensky seine Lebensgeschichte, die aber nie eine Drucklegung erfuhr.

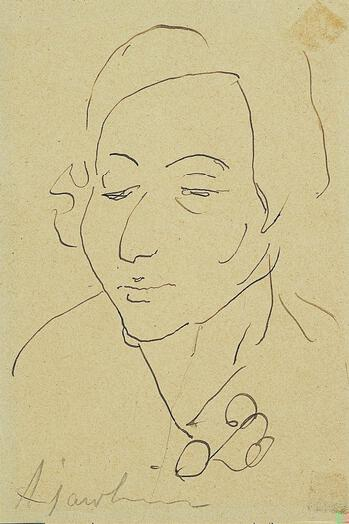
Alexej Jawlensky: Galka Scheyer (1919/21)

Als 1919 die finanzielle Lage für Jawlensky immer prekärer wurde, er sich aber dem Kunsthandel nicht gewachsen fühlte, sah er in Scheyer seinen Rettungsanker und schrieb ihr: „Ich bin nicht geboren zu kämpfen mit solch materiellen Sachen“. Die „betont marktstrategisch“ denkende Scheyer schloss darauf mit ihm am 18. September 1919 in Ascona einen Vertrag, der sie unter anderem bevollmächtigte, mit seinen Bildern – unter bestimmten Auflagen – zu handeln. Schon einen Monat später war sie in München, um sich in Jawlenskys Atelier einen Eindruck über Menge und Art seiner Vorkriegsmalerei kundig zu machen.
In München kam Scheyer damals mit verschiedenen Freunden von Jawlensky zusammen und war rührig, für ihn liegengebliebene Angelegenheiten zu regeln. Adolf Erbslöh war zum Beispiel daran interessiert, als Nachmieter Jawlenskys Atelier zu übernehmen. Wesentlicher war, dass sie für Jawlensky Verkäufe tätigte. So sollte sie beispielsweise bei dem Kunsthändler Hans Goltz Außenstände eintreiben. 650 Mark war er ihm noch schuldig, denn „Golz hat alle Plakate verkauft, und ich müsste für jedes 2 Mark bekommen.“ Im November 1919 meinte Jawlensky, trotz bestehenden Vertrags mit Scheyer, deren Tatendrang einschränken zu können: „Ich will […] im Frühjahr nach Deutschland fahren (wenn es möglich wird) und dann selbst alles sehen, wie und was“ [man tun sollte].
Doch Scheyer ließ sich nicht beirren und war als Verkünderin von Jawlenskys Kunst weiterhin aktiv. Sie versuchte, in Deutschland sein altes Publikum zu reaktivieren und neues hinzuzugewinnen. Denn hier waren er und seine Malerei nach dem Krieg noch so bekannt, dass man sich auf Faschingsbällen nach den Personen seiner expressionistischen Bilder kostümierte und schminkte.
Bestens präpariert mit einer selbst verfassten, mit vier Abbildungen versehenen Broschüre zu Jawlenskys bisherigem Werk, organisierte sie für ihn Ausstellungen und Verkäufe. 1921 hatte sich Scheyer „monatelang“ in Wiesbaden aufgehalten, um seine Teilnahme an einer Gruppenausstellung im Nassauischen Kunstverein vorzubereiten. Sie wurde für ihn ein „fabelhafter Erfolg!!! […] Geld wie Heu!“, schrieb ihm Scheyer am 16. Februar nach Ascona. Am 1. Juni 1921 war dann auch Jawlensky in der Kurstadt. „Ich begegnete dort sehr netten Menschen und das bestimmte mich, meinen Wohnsitz in Wiesbaden zu nehmen“, berichtet er in seinen Lebenserinnerungen. Scheyer vermittelte auch den Kontakt zu dem reichen Kunstsammler Heinrich Kirchhoff, der nach ihrem Plan Jawlenskys Mäzen werden sollte.
Die von Scheyer organisierten Ausstellungen tourten durch ganz Deutschland und führten zu Verkäufen. Jawlensky erinnerte sich: „Sie […] vertrat einige Jahre nur meine Kunst.“ Mit seinen Bildern ging sie jedoch erbarmungslos um, wenn sie nicht in ihr verkaufsstrategisches Konzept passten: „Die Guten […] werde ich umrahmen. Ehe ich 2seitig bemalte einrahme, überstreiche ich eine Seite. – Was für ein Glück, dass das nicht in Museen ausgepackt wurde! […] Wenn diese Masse Bilder gesehen würden (die doch sehr verschiedenwertig sind) das gäbe nur die Idee von Überproduktion“, schrieb sie ihm.

### Gründung der Gruppe Die Blaue Vier
Nachdem Scheyer 1922 am Bauhaus in Weimar u. a. mit Paul Klee, Wassily Kandinsky und Lyonel Feininger zusammengetroffen war, kam ihr 1923/24 die Idee, mit ihnen und Jawlensky eine Künstlergruppe zu gründen, die sie in den USA vertreten könnte. Schon zehn Tage vor Vertragsunterzeichnung hatte Scheyer eine „Kabine auf dem Dampfer Deutschland für den 8. Mai belegt“, um nach Amerika aufzubrechen. Am 31. März 1924 kam es im Gedenken an die Redaktion des Blauen Reiters zur offiziellen Gründung unter dem Titel Die Blaue Vier. Scheyer erhielt den Auftrag, „fuer Ausbreitung ihrer kuenstlerischen Ideen im Ausland, insbesondere durch Vortraege und Ausstellungen zu wirken“. Der Vertrag legte weiterhin fest, dass Scheyer Bilder der vier Maler zunächst in Kommission nimmt. Für den Verkauf der Werke wurde festgelegt, dass dem Künstler 50 Prozent zustehen, Scheyer solle 30 Prozent erhalten. Die restlichen 20 Prozent waren an die gemeinsame Kasse der Blauen Vier abzuführen, aus der alle Unkosten – Werbematerialien, Dias, Fotos, Briefpapier … – zu bezahlen waren.
Galka Scheyers Bruder Erich, Kunstsammler und Konservenfabrikant in Braunschweig war ein Freund des Braunschweiger Kunstsammlers Otto Ralfs. Dieser gründete Anfang 1924 zusammen mit anderen an zeitgenössischer Kunst Interessierten die Gesellschaft der Freunde junger Kunst (GFJK) in der Stadt. Ralfs Künstlerfreund Kandinsky schuf das Logo der GFJK und wurde gleichzeitig deren Ehrenmitglied. Den ersten Vorsitz übernahm Ralfs, zweiter Vorsitzender wurde der Unternehmer und Kunstsammler Hermann Querner jun., Schatzmeister wurde Erich Scheyer.

### Scheyer in den USA

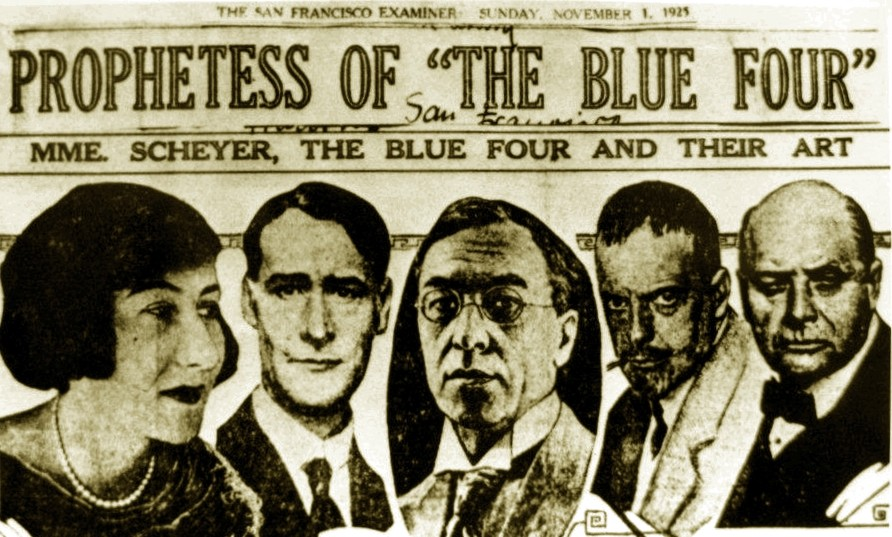
Galka Scheyer mit Lyonel Feininger, Wassily Kandinsky, Paul Klee und Alexej Jawlensky, Collage auf einer Zeitungsseite des San Francisco Examiner vom 1. November 1925

Im Mai 1924 reiste Scheyer mit Kunstwerken der vier Künstler über den Atlantik von Hamburg nach New York. Von Mai bis August lebte sie in Ossining, wo sie im Sommerhaus einer Kunstmalerin selbst wieder zu malen gedachte. Im August zog sie nach New York, veranstaltete dort die erste Blaue-Vier-Ausstellung und bereitete weitere Ausstellungen und Lichtbildervorträge an Museen und anderen Kultureinrichtungen in den USA vor.
Über ihrer Tätigkeit und Vorhaben unterrichtete sie künftig die Blaue-Vier-Künstler durch „Cicularbriefe“, in denen sie die Maler häufig die „vier blauen Könige“ nannte. In New York hatte sie unter anderem Kontakt mit Alexander Archipenko und seiner Frau Angelica, mit der sie 1924/25 eine Rundreise durch die USA machte.
Im August 1925 ließ sich Scheyer in San Francisco nieder, hielt Vorträge und organisierte Blaue-Vier-Ausstellungen, die finanziell offensichtlich nicht viel einbrachten, denn Jawlensky klagte ihr gegenüber: „In Amerika viel Geld und wenig Interesse […] zu Kunst“. Seine Kollegen beneidend, schrieb er ihr ein Jahr später: „Klee, Kandinsky haben gut. Beide haben monatlich genug, um keine Sorge zu haben“.

### Erste Europa-Reise, 1928
1928 kam Scheyer wieder nach Europa, wo sie „in Hamburg am 5. Juni“ eintraf. Zunächst reiste sie nach Dessau, wohin das Bauhaus zwischenzeitlich umgezogen war, um Feininger, Kandinsky und Klee aufzusuchen. Um eine neue Bilder-Kollektion zum Verkauf in Amerika zusammenzustellen, schrieb sie Jawlensky von dort: „Ich […] werde auch nach Wiesbaden kommen.“ Nach Teilnahme am VI. Internationalen Kongress für Kunsterziehung in Prag vom 29. Juli bis 12. August und ihrem Besuch bei Jawlensky in Wiesbaden, reiste sie am 7. September wieder zurück in die USA.

### Asienreise, 1930/31
Das Ende des Jahres 1929 und die ersten Monate des Jahres 1930 verbrachte Scheyer in der Künstlerkolonie Carmel-by-the-Sea südlich von San Francisco.
Auf Einladung von Angelica Archipenko reiste sie am 11. Juli 1930 nach Bali, das damals durch den deutschen Maler und Musiker Walter Spies ein beliebtes Reiseziel für Amerikaner und Europäer geworden war. Von San Francisco führte sie ihre Reiseroute über Yokohama, Kōbe, Shanghai, Hongkong, Manila, Java nach Bali. Dort verbrachte sie einige Zeit mit Angelica Archipenko bei Spies und trug im Auftrag der Art Gallery von Oakland balinesische Kunstwerke zusammen. Auf der Rückreise besuchte sie zusammen mit Frau Archipenko Peking und Hawaii. Am 13. Februar 1931 kam sie per Schiff wieder in San Francisco an.
Während ihrer siebenmonatigen Reise war der Kontakt zu den Blaue-Vier-Künstlern fast vollständig abgebrochen. Zwar schickte sie ihnen Postkarten von unterwegs, aber wichtige Korrespondenz der Maler jener Zeit ging verloren oder wurde zurückgeschickt. Im Juli schickte sie an Jawlensky Geld, wofür er sich bedankte: „Sie helfen mir mit dem Geld unendlich“.
Im September 1931 fuhr Scheyer nach Mexiko, wo sie in Coyoacán, einem Vorort von Mexiko-Stadt, bei Frida Kahlo und Diego Rivera lebte. Dort traf sie mit Ángel Bracho, Carlos Mérida, Rufino Tamayo und anderen mexikanischen Künstlern zusammen.

### Zweite und letzte Europa-Reise, 1932/33
Im Oktober 1932 reiste Scheyer wieder nach Europa. In Paris traf sie sich zunächst mit ihrer Freundin Lette Valeska. Zweck des Paris-Aufenthaltes galt Künstlerbesuchen, zum Beispiel bei Giorgio de Chirico, Le Corbusier, Marcel Duchamp und Fernand Léger.
Von Paris reiste sie nach Deutschland, wo sie den Jahreswechsel bei ihrer Familie in Braunschweig verbrachte. Als amerikanische Jüdin erfuhr sie nach Hitlers Machtergreifung am 30. Januar 1933 nicht nur die antisemitische Propaganda der Nationalsozialisten, sondern auch, wie die Moderne Kunst als entartet diffamiert wurde. 1932 war das Bauhaus in Dessau aufgelöst und nach Berlin-Steglitz umgezogen. Nun erlebte sie die Hausdurchsuchung und vorübergehende Schließung dieser Institution durch die Nationalsozialisten, die im Juli – nach ihrer Abreise – zur erzwungenen Selbstauflösung führte.
Mit einer neuen Kollektion Bilder der Blauen Vier reiste sie im Mai wieder in die USA und veranstaltete im Oktober 1933 ihre letzte umfängliche Blaue-Vier-Ausstellung in Los Angeles. Am 25. September meldete ihr Jawlensky verzweifelt: „Ich darf nicht hier ausstellen. Was nun?“

### Hollywood
Im August 1933 hatte Scheyer ein Grundstück in den Bergen über Hollywood für den Bau eines Galerie-Hauses erworben, obwohl sie „knapp bei Geld“ war. Der Entwurf des Gebäudes stammt von Richard Neutra. Die Zufahrtsstraße zu ihrem Haus erhielt auf ihre Initiative hin den Namen „Blue Heights Drive“, wodurch sie eine Verbindung mit ihrer Tätigkeit für Die Blaue Vier herstellte. 1934 war ihr Haus bezugsfertig, so dass sie ab Mai bereits Veranstaltungen organisieren konnte. Zu den Besuchern gehörten unter anderen die Filmschauspieler Billie Burke, Marlene Dietrich, Greta Garbo, Edward G. Robinson und die Filmregisseure Dorothy Arzner, Fritz Lang, Josef von Sternberg, der Schriftsteller Erich Maria Remarque und der Dirigent Leopold Stokowski.
Nach 1933 stagnierte der amerikanische Kunstmarkt für Die Blaue Vier, weil er mit als entartet gebrandmarkten Kunstwerken zu Niedrigpreisen überschwemmt wurde. Als es zu Unstimmigkeiten mit Feininger und Kandinsky kam, entschloss sich Scheyer vermehrt zu Einzelausstellungen ihrer vier Könige.
Ab Mitte der 1930er Jahre verschlechterte sich Scheyers Situation, da ihre Brüder nicht mehr in der Lage waren, sie finanziell zu unterstützen. Zum 30. Juni 1938 mussten sie ihre Firma weit unter Preis an die Konservenfabrik Meinecke verkaufen, wurden am Morgen nach der Reichspogromnacht am 10. November 1938 verhaftet und ins Konzentrationslager Buchenwald gebracht und vor ihrer Ausreise im Jahr 1939 in die USA bzw. Großbritannien von den Nationalsozialisten zwangsenteignet. Es war geplant, die Mutter ins Ausland nachzuholen, was nicht gelang. 1942 beging sie Selbstmord, wissend um ihre bevorstehende Deportation in ein Konzentrationslager.
Mit einem für die Kunstgeschichtsschreibung aufschlussreichen Brief vom 22. November 1938 wurde Scheyer von Kandinsky über die Entstehung der ersten Ausstellung der Redaktion des Blauen Reiter aufgeklärt. Er schrieb ihr: Die N.K.V.M. wurde 1908 gegründet. Ende 1911 trat ich aus. Sofort darauf veranstaltete ich mit Hilfe von Franz Marc eine Ausstellung der Redaktion des B.R. [Blaue Reiter] bei Thannhauser. Unsre Säle lagen dicht an den Räumen der Ausstellung der N.K.V.M. Es war eine Sensation. Da ich rechtzeitig den ‚Krach‘ voraussah, hatte ich ein reiches Ausstellungsmaterial für den B.R. vorbereitet. So fanden die beiden Ausstellungen gleichzeitig statt. Auf den Tischen der Thannhauser-Galerie lagen die ersten Exemplare des „Geistigen in der Kunst“. „Die Rache war süß!“
Im Kriegsjahr 1939 verhalf ihr John Cage, ein Verehrer der Kunst Jawlenskys, zu mehreren Einzelausstellungen im Bundesstaat Washington. 1941 veranstaltete sie ihre letzte Blaue-Vier-Ausstellung in Honolulu auf Hawaii. In den beiden darauf folgenden Jahren gelangen ihr nur noch zwei weitere Einzelausstellungen.
Klee starb 1940 in Muralto, Jawlensky 1941 in Wiesbaden und Kandinsky 1944 in Paris. Unheilbar an Krebs erkrankt überlebte Scheyer sie nur kurze Zeit. 56-jährig starb sie am 13. Dezember 1945 in ihrem Haus am Blue Heights Drive in Hollywood.

## Nachleben
Nach dem Tode ihrer Freundin ordnete Valeska deren Archiv und Nachlass, der als „The Blue Four Galka Scheyer Collection“ an das Norton Simon Museum in Pasadena ging.
Im Stadtteil Stöckheim ihrer Heimatstadt Braunschweig wurde die Emmy-Scheyer-Straße nach ihr benannt.

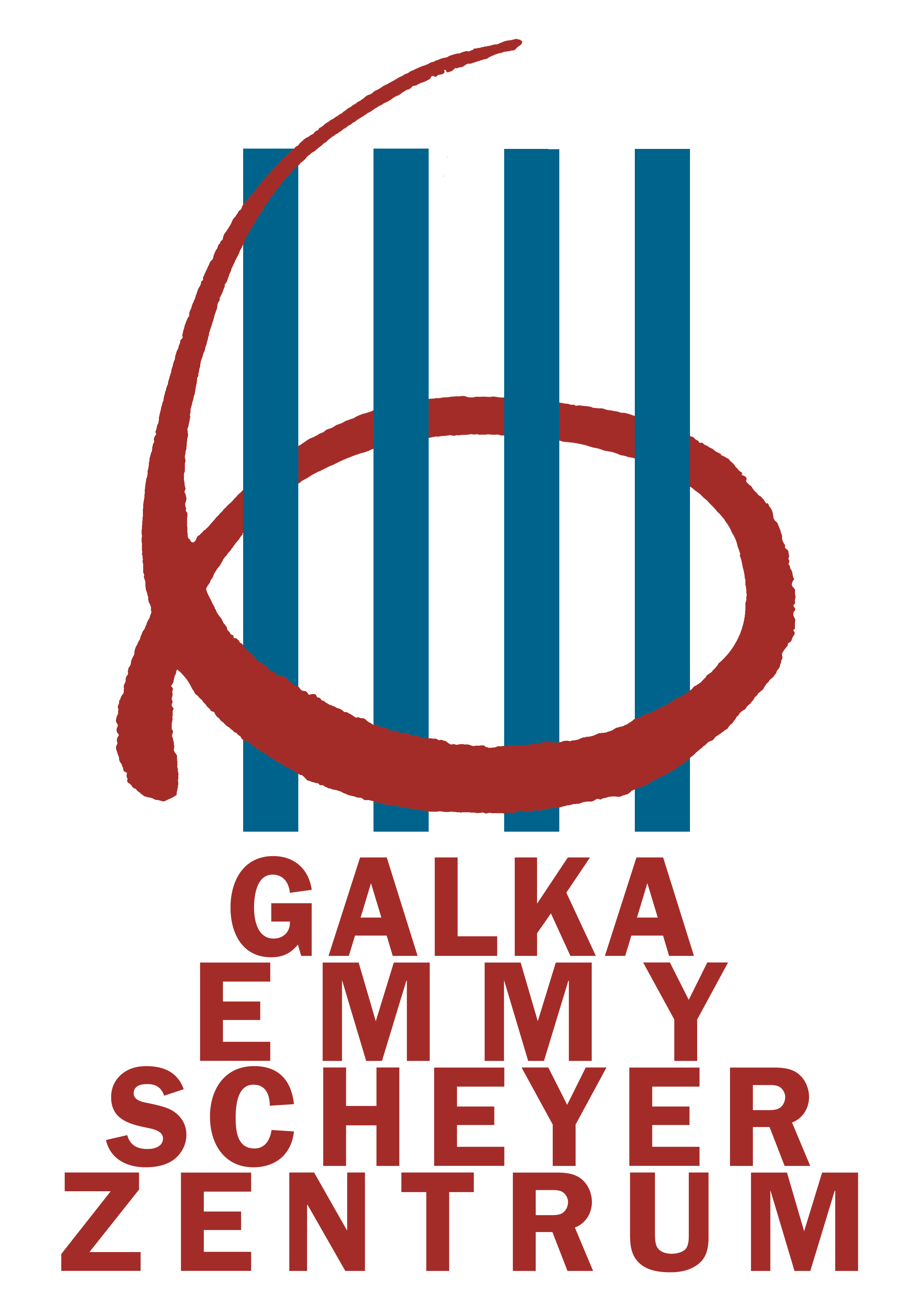
Logo des Galka Emmy Scheyer Zentrums in Braunschweig

Seit 2020 widmet sich der Verein „Galka Emmy Scheyer Zentrum e. V.“ in Braunschweig dem Werk und Andenken von Galka Scheyer. Der Verein ermöglichte gemeinsam mit anderen Förderern die Publikation der Biografie von Gilbert Holzgang. Weiter wirkte er bei der Ausstellung Galka Scheyer und die Blaue Vier: Kandinsky, Feininger, Paul Klee, Jawlensky mit, die 2024 im Städtischen Museum Braunschweig stattfand.
2024 entstand, in Zusammenarbeit mit anderen Förderern, die Theaterproduktion Galka Scheyer, ganz allein (Theater Zeitraum Braunschweig), die mehrmals aufgeführt wurde.

## Jawlenskys Widmungen für Galka Scheyer
Jawlenskys Werkverzeichnis belegt vier Gemälde mit Widmungen an Galka Scheyer, die alle aus der Zeit vor den Meditationen stammen
- „An meine klein liebe Galka. Ihr petschalni.“
- „Der Glaube bestimmt den Sinn des Lebens. Der lieben Galka.“
- „Der Künstler ist entweder ein Hohepriester oder ein mehr oder weniger geschickter Possenreisser. Meiner lieben Galka.“
- „Meiner lieben Galka in der Tüte zu Geburtstag 1932, mit kranker Hand gemacht, aber mit innigem Gefühl.“

## Blaue-Vier-Gruppenausstellungen
- Berlin, 1929
- Chicago, 1932
- Honolulu, 1941
- Los Angeles, 1926, 1933
- Mexiko-Stadt, 1931
- New York, 1925, 1944
- Oakland, 1926, 1931
- Portland, 1927
- San Diego, 1927
- San Francisco, 1926, 1927, 1931
- Santa Barbara, 1932
- Seattle, 1927
- Spokane, 1927
- Stanford, 1925